# ラグナル・グスタフソン
アンデルス・ラグナル・グスタフソン（Anders Ragnar Gustafsson、1907年9月28日 - 1980年5月19日）は、スウェーデン・ヨーテボリ出身の元同国代表サッカー選手。現役時代のポジションはフォワード。

## 略歴
現役時代はストライカーとしてプレーし、1934年にスウェーデン代表のメンバーとして出場した1934 FIFAワールドカップでは全2試合に出場したが、ベスト8でドイツ代表に敗れた。クラブにおいては、1929年から7シーズンをGAISで戦い、1930-31シーズンにはアルスヴェンスカン優勝を果たしている。
1980年5月19日、出身地であるヨーテボリのブレマレゴールデン地区で死去。享年72歳。

## タイトル

### クラブ
GAIS
- アルスヴェンスカン : 1回 (1930-31)